# Soter minor
Soter minor är en stekelart som först beskrevs av Szepligeti 1906.  Soter minor ingår i släktet Soter och familjen bracksteklar. Inga underarter finns listade i Catalogue of Life.